# K computer

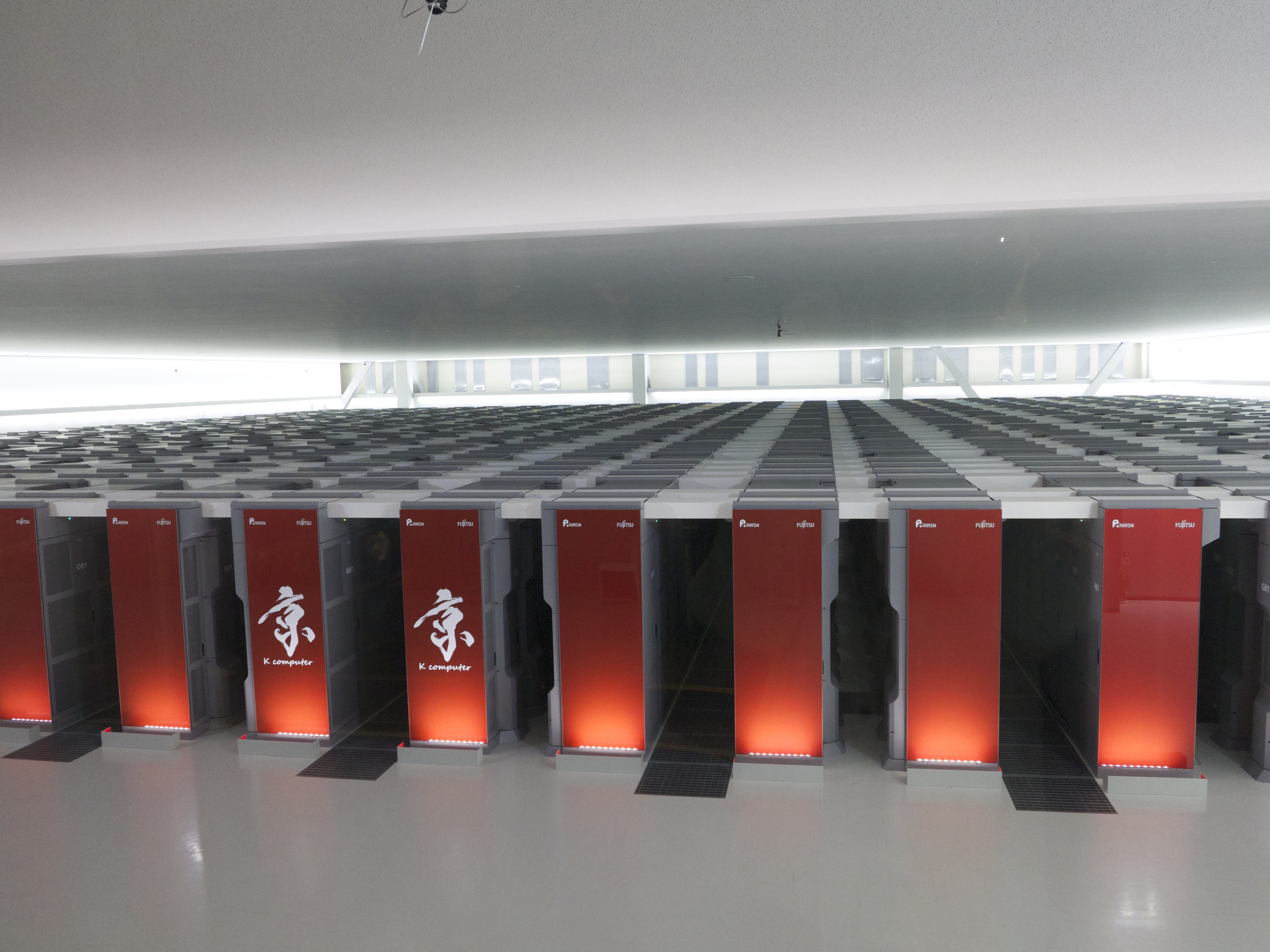
Système K en 2012

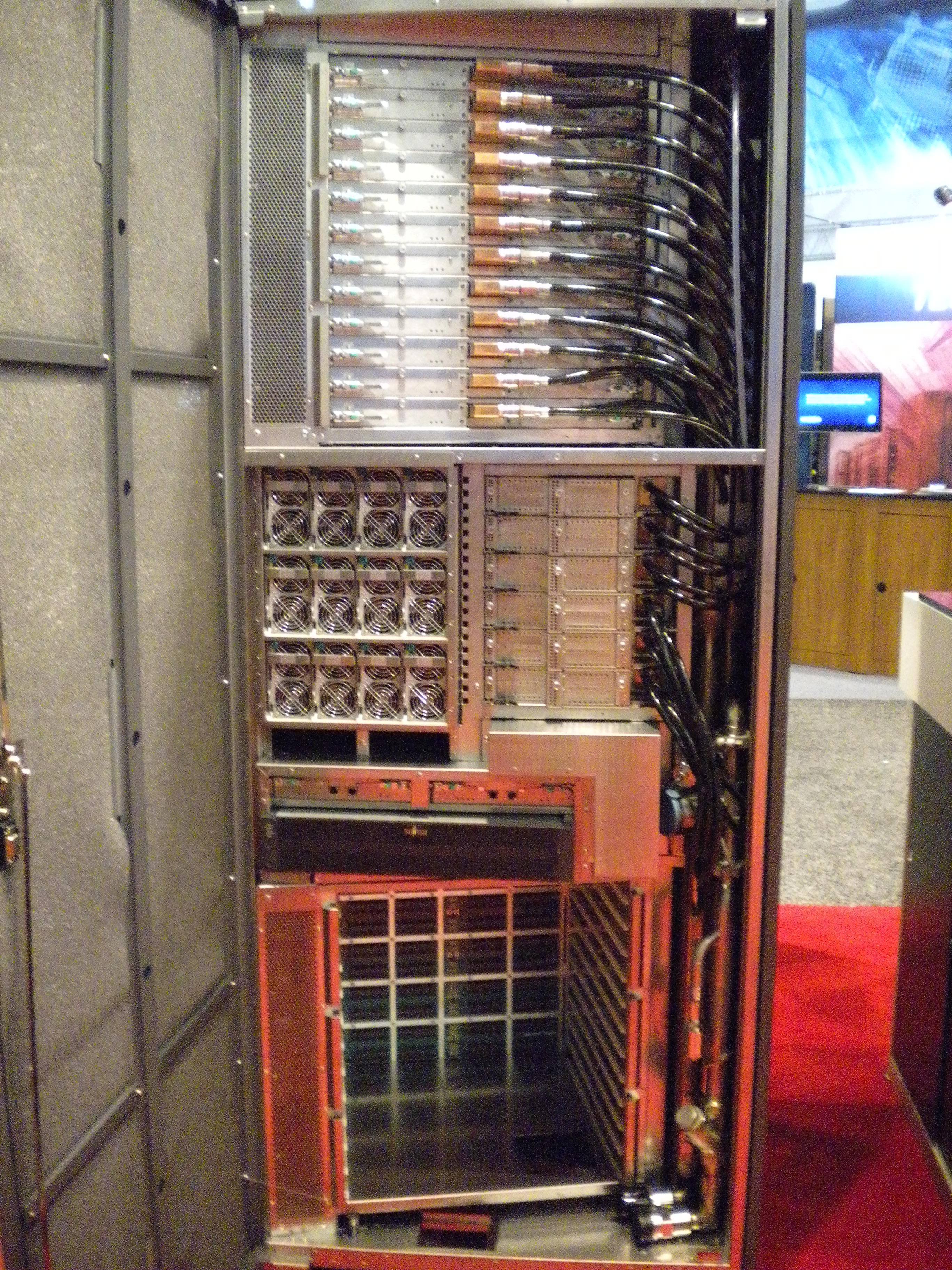
Un rack de superordinateurs de prochaine génération fabriqué par Fujitsu au RIKEN

Le K computer (du mot japonais 京, kei, qui signifie 1016), produit par Fujitsu au RIKEN, était, jusqu'en 2011, le plus puissant superordinateur, pouvant atteindre 10,51 pétaFLOPS dont le système d'exploitation est basé sur le noyau Linux. Il est, en novembre 2018, relégué en dix-huitième position position du TOP500, le Summit fabriqué par IBM occupant désormais la première position . Il possède 88 128 processeurs de 2 GHz composés de 8 cœurs chacun, soit un total de 705 024. Il intègre le TOP500 le 20 juin 2011, à l’occasion de l’International Supercomputing à Hambourg. Ce supercalculateur K se trouve au RIKEN Advanced Institute for Computational Science à Kōbe.